# Archidiocèse de Gaète
L'archidiocèse de Gaète (en latin : Archidioecesis Caietana ; en italien : Arcidiocesi di Gaeta) est un archidiocèse de l'Église catholique en Italie sous exemption et appartenant à la région ecclésiastique du Latium.

## Territoire
L'archidiocèse est situé en partie sur la province de Latina qui comprend aussi les Îles Pontines, l'autre partie de cette province étant partagé par les diocèses de Latina-Terracina-Sezze-Priverno, de Frosinone-Veroli-Ferentino et le diocèse suburbicaire d'Albano (pour la commune d'Aprilia). Une petite partie est dans la province de Frosinone, les autres parties de cette province étant partagé par les diocèses de Sora-Cassino-Aquino-Pontecorvo et de Frosinone-Veroli-Ferentino. Son territoire a une superficie de 603 km2 divisé en 57 paroisses regroupées en 4 archidiaconés. L'évêché est à Gaète où se trouve la cathédrale des Saints Érasme et Marcien et de l'Assomption. L'église saint Pierre (it) de Fondi est l'ancienne cathédrale du diocèse de Fondi (it) depuis sa fusion en 1818 avec Gaète.

## Histoire
Le siège de Gaète provient de l'ancien diocèse de Formia (it) attesté dès le Ve siècle. Grégoire Ier lui avait uni le diocèse de Minturno (it). Au VIIIe siècle, le castrum de Gaète acquiert de plus en plus d'importance dans les possessions byzantines d'Italie ; déjà à la fin du siècle, la ville obtient un certain degré d'autonomie en formant des alliances avec les papes. Dans ce contexte, les évêques de Formia s'établissent, peut-être de façon temporaire dans les premiers temps, à Gaète. Le premier est Campolo, mentionné dans une lettre de 788 du pape Adrien II sous le nom d'episcopus civitatis Caietanae. Mais le titre épiscopal n’est pas identique pour les évêques suivants : Jean Ier (aux environs de 830) est connu sous le nom d’episcopus formianus, son successeur, Léon Ier (840), episcopus Minturnensis ac Formiensis, tandis que Constantin (846-855) est indiqué comme episcopus ecclesiae Formianae et Castri Cajetani. Le dernier évêque qui garde le seul titre de Formia est Léon II, qui prend part à un concile de Rome en 861. Après 866, le Castrum Caietae est désormais le siège permanent de l'évêque, il passe au rang de civitas, tandis qu'à partir de 867, Formiae disparaît définitivement du titre épiscopal.
Au début du Xe siècle, lors de l'épiscopat de Bono, les reliques de saint Érasme, proclamé patron du diocèse, sont retrouvées dans l'église de Santa Maria di Gaeta. La cathédrale de Gaeta lui est dédiée, consacrée par le pape Pascal II et l'évêque Alberto le 22 janvier, probablement de l'année 1106. Au début du XIe siècle, le diocèse de Traetto, l'ancien diocèse de Minturno, incorporé à Formia autour de 590 et restauré sous un nouveau nom par Léon III fusionne avec le diocèse de Gaète.
Au Moyen Âge, plusieurs évêques gaétans proviennent de monastères bénédictins : Étienne (972), abbé du monastère des saints Teodoro et Martino di Gaeta ; Léon III (995), abbé de l'abbaye de Saint Magne de Fondi (it) ; Rinaldo Ier (1090-1094), Riccardo Ier (1124-1145) et Rinaldo II (1168-1171), moines du Mont-Cassin. Giovanni, moine de Cassin et auteur de la vie de saint Érasme, assume un rôle central dans la curie romaine ; il est chancelier de la curie et collaborateur d'Urbain II et de Pascal II. En 1118, il est élu pape sous le nom de Gélase II.
Par une bulle du 12 mars 1159 adressée à l'évêque Giacinto, le pape Adrien IV établit les limites du diocèse, décrit toutes les églises, les terres, les hameaux et les châteaux sous son domaine, et confirme tous les privilèges, juridictions, prérogatives et grâces accordés à ses prédécesseurs. Les mêmes concessions sont réitérées par le pape Alexandre III en 1170 à l'évêque Rinaldo II.
Au XVIe siècle, après la mort de Thomas de Vio (1519-1534), auteur d'un commentaire sur la somme théologique de saint Thomas d'Aquin et légat pontifical en Allemagne ; commence une série ininterrompue d'évêques d'origine espagnole jusqu'à la mort de José Guerrero de Torres en 1720. Ces évêques s'engagent dans la mise en œuvre des décrets de réforme du concile de Trente. Cependant, le séminaire n'est érigé qu'au XVIIIe siècle par le théatin Gennaro Carmignani (1738-1770).
En 1818, à la suite du concordat entre le pape Pie VII et le roi des Deux-Siciles, Ferdinand Ier, le diocèse de Fondi est supprimé et son territoire est uni au diocèse de Gaète. Lors de son exil dans la ville, le pape Pie IX érige le siège de Gaète, immédiatement soumis au Saint-Siège depuis ses origines, en archidiocèse le 31 décembre 1848 par la bulle In sublimi.

## Sources
- (en) Catholic-Hierarchy

- (it) Cet article est partiellement ou en totalité issu de l’article de Wikipédia en italien intitulé « Arcidiocesi di Gaeta » (voir la liste des auteurs).

### Articles liés
- Liste des diocèses et archidiocèses d'Italie
- Église catholique en Italie